# Eisenbahnunfall von Esslingen
Der Eisenbahnunfall von Esslingen war ein Frontalzusammenstoß zweier Personenzüge in der westlichen Einfahrt des Bahnhofs Esslingen (Neckar) am 13. Juni 1961. Dabei starben 35 Menschen.

## Ausgangslage

### Infrastruktur
Der Abschnitt der Bahnstrecke Stuttgart–Ulm ist bei Esslingen am Neckar viergleisig ausgebaut. Ein Gleispaar dient dem Fernverkehr, eines dem Stuttgarter Vorortverkehr, dem Vorläufer der S-Bahn Stuttgart.
Weil die Gleise des Vorortverkehrs in Ober- und Unterbau erneuerungsbedürftig waren, fanden Gleisbauarbeiten zwischen den Bahnhöfen Esslingen und Stuttgart-Obertürkheim statt. Das Gleis Stuttgart–Esslingen musste baubedingt den gesamten Verkehr aufnehmen, das Gleis Esslingen–Stuttgart war für die Bauarbeiten westlich der Ausfahrt des Bahnhofs Esslingen gesperrt.
Aufgrund der dichten Belegung der Strecke mit Zugfahrten entschloss sich die Deutsche Bundesbahn, die Züge nicht über die Weichenverbindung unmittelbar am Bahnsteigende auf das Gleis der Gegenrichtung zu leiten, sondern dies erst weiter westlich über eine Bauweiche geschehen zu lassen. Diese Überleitung wurde von einem zusätzlichen Signal gesichert, das vom Bahnsteig aus aber nicht zu erkennen war. Zwischen dem Ausfahrsignal am Bahnsteig und dem Signal, das die Baustellenweiche sicherte, entstand so ein zusätzlicher Blockabschnitt, „Vorrückabschnitt“ genannt. Dieses Vorgehen resultierte aus der dichten Streckenbelegung und sparte ein bis zwei Minuten Verzögerung, half also die Verspätungen, die die Baustelle verursachte, zu reduzieren. Dafür gab es weder Vorschriften noch einen Präzedenzfall und auch der Begriff „Vorrückabschnitt“ war für diesen speziellen Fall neu geschaffen worden.

### Die Züge
Am Dienstag, dem 13. Juni 1961, waren die beiden nachfolgend beschriebenen Züge in den Unfall verwickelt.
Der erste Zug – Nt 3902 – war aus den zwei dreiteiligen Triebzügen ET 55 07 und 03 gebildet und fuhr von Esslingen nach Stuttgart Hauptbahnhof. Er wurde um 16:47 Uhr am Bahnsteig in Esslingen bereitgestellt. Die Bremsprobe hatte er absolviert. Der Triebfahrzeugführer musste für die Weiterfahrt den Führerstand wechseln. Dafür hatte er planmäßig nur zwei Minuten Zeit und beeilte sich so sehr, dass er seine Aktentasche und seine Mütze in dem nun rückwärtigen Führerstand vergaß. Allerdings – das war aber weder Triebfahrzeug- noch Zugführer bekannt – war die Abfahrt baustellenbedingt auf 16:52 Uhr verschoben. In den letzten Tagen auf anderen Strecken eingesetzt, war er von den baulichen Veränderungen an der Strecke nicht unterrichtet. Das Verzeichnis der Langsamfahrstellen hatte er wohl nicht zur Kenntnis genommen: Das Heft befand sich – offensichtlich unbenutzt – in seiner Aktentasche.
Der zweite Zug – Nt 3885 – kam aus Stuttgart Hauptbahnhof (ab 16:32) und sollte über Esslingen und Göppingen nach Süßen fahren. Dieser Zug war ebenfalls aus dreiteiligen ET 65 (012 und 002) gebildet.

## Unfallhergang
Der Zugführer des ersten genannten Zuges – Nt 3902 – von Esslingen nach Stuttgart erteilte den Abfahrauftrag, als das am Bahnsteig neu installierte Signal schließlich „Fahrt frei“ zeigte, und stieg in den Zug, wo er sich sofort daran machte, die Wagenzettel auszufüllen, was ihm wegen der am Bahnsteig scheinbar gebotenen Eile zuvor nicht möglich war. Der Triebfahrzeugführer nahm den Abfahrauftrag des Zugführers wahr und setzte den Zug in Bewegung. Dabei verließ er sich vollständig auf den erteilten Abfahrauftrag, ohne weiter auf die Signale zu achten, insbesondere nahm er das Vorsignal für das Hauptsignal, das die Einfahrt in den eingleisigen Abschnitt sicherte, nicht wahr. In der nachträglichen Untersuchung wurde vermutet, dass das geschah, weil er aus reiner Gewohnheit fuhr und hier kein Vorsignal erwartete. So beschleunigte er viel zu schnell. Das fiel dem Beamten auf Stellwerk 2 auf, der sofort das Stellwerk 1 benachrichtigte. Der Triebwagen passierte dieses aber schon mit einer Geschwindigkeit, die ein rechtzeitiges Bremsen vor dem Signal nicht mehr ermöglichte. Der Beamte in Stellwerk 1 versuchte noch durch Handzeichen den Triebfahrzeugführer zum Bremsen zu veranlassen. Zugleich nahm er die Einfahrt für Nt 3885 aus Stuttgart zurück, dessen Zugspitze aber bereits am Signal vor Esslingen vorbeigefahren war. Auch Gleisarbeiter versuchten, durch Handzeichen den Triebfahrzeugführer von Nt 3902 auf seinen Fehler aufmerksam zu machen, was aber auch nicht gelang. Erst auf Höhe des „Halt“ zeigenden Signals, das die Einfahrt in den eingleisigen Abschnitt sicherte, begann er bei knapp 80 km/h zu bremsen.
Der Triebfahrzeugführer des Nt 3902 konnte den entgegenkommenden Zug erst in letzter Sekunde sehen, da er zuvor durch einen abgestellten Bauzug verdeckt war. Er rief noch eine Warnung in den vordersten Fahrgastraum. Um 16:54 Uhr prallten die beiden Vorortzüge frontal aufeinander. Der Zusammenstoß erfolgte unmittelbar hinter der für den eingleisigen Betrieb eingebauten Bauweiche. Der Nt 3902 war dabei noch etwa 50 km/h schnell.

## Folgen
Der Unfall forderte 35 Menschenleben, darunter auch die der beiden Triebfahrzeugführer, weitere 36 Personen wurden schwer verletzt. Der Sachschaden betrug knapp 334.000 Deutsche Mark.
Das Rote Kreuz, Bundeswehrsoldaten und eine US-amerikanische Sanitätseinheit, die mit 30 Krankenwagen angerückt war, bemühten sich um die Verletzten.
Am folgenden Mittwoch nach dem Eisenbahnunfall wurden die Flaggen an sämtlichen öffentlichen Gebäuden in Baden-Württemberg sowie aller Einrichtungen der Bundesbahn auf halbmast gesetzt. Die allgemeine Bestürzung und Anteilnahme war groß. Es bekundeten auch der Bundeskanzler Konrad Adenauer, der Bundespräsident Heinrich Lübke und der Ministerpräsident von Baden-Württemberg, Kurt Georg Kiesinger, ihr Beileid. Jedoch ließ die konkrete finanzielle Hilfe für die Opfer und Hinterbliebenen zunächst auf sich warten. Der Göppinger SPD-Bundestagsabgeordnete Karl Riegel setzte sich für die Sache ein und konnte erreichen, dass die Bundesbahn ihrer Verantwortung zur Zahlung von Entschädigungen schließlich gerecht wurde.
Zunächst richtete sich der Verdacht der Ermittlungsbehörden gegen Triebfahrzeug- und Zugführer. Letzterem wurde vorgeworfen, seiner Pflicht der Mitbeobachtung der Signale nicht nachgekommen zu sein. Im Laufe der Ermittlungen stellte sich jedoch heraus, dass unzureichende Unterweisungen, teilweise sich widersprechende Vorschriften und ungenügende Sicherungsmaßnahmen den Unfall mit verursacht hatten. Individuelle Schuld festzustellen, sei es bei dem Zugführer, sei es bei anderen Verantwortlichen, fiel der Justiz daher schwer. Nach fast siebenjährigem Verfahren bei Staatsanwaltschaft und Landgericht Stuttgart stellte das Gericht das Verfahren ein.